# Ole Lando
Ole Lando, né le 2 septembre 1922 à Copenhague et mort le 5 avril 2019, est un juriste danois.

## Biographie
Ole Lando est issu d'une famille de libéraux. Son père Zelman Lando était le fils d'un industriel juif riche de Varsovie. Le père Lando a été choqué par le fait que les étudiants, au début de la guerre, étaient internés à Francfort en 1914 en tant que citoyen russe. Après un vol ???  pour la Suède, son père s'installe en 1915 au Danemark et devient en 1925 professeur d'économie à l'École de commerce de Copenhague.
Ole Lando naît en 1922. En 1940, à 18 ans, il commence des études de droit à l'université de Copenhague. Il est l'élève d'Alf Ross. Pendant la Seconde Guerre mondiale, il sympathise avec les communistes danois, les considérant comme « les vrais amis des pauvres ». Le 9 octobre 1943, il s'enfuit avec son père lors de l'« Opération Nuit et brouillard » grâce à Résistance danoise exfiltrant les Juifs danois vers la Suède. En Suède, il poursuit ses études en cours privés. En 1944, il est devenu un soldat de la « Brigade danoise » (Den Danske Brigade / Danforce). Deux ans après sa libération en 1947, il obtient son diplôme et rejoint le ministère danois de la Justice. En 1951, il a fait un voyage d'études à Paris et à Oxford, où il a rencontré Martin Wolff.
En 1952, il commence à enseigner à la Copenhagen Business School en tant que professeur de droit international privé. En 1954-1955, il devient juge de district à Frederikssund. En 1955, il est devenu membre du gouvernement américain à l'université du Michigan. Il y rencontre Ulrich Drobnig, avec qui il a entretient une étroite amitié depuis. Dans ses études sur le droit international privé Henri Batiffol et Ernst Rabel étaient des modèles. Les avocats américains David F. Cavers et Brainerd Currie et leur école de pensée « Analyse de l'intérêt gouvernemental » l'ont également influencé.
Après avoir obtenu son doctorat en 1963, il se installe définitivement du ministère de la Justice à la Copenhagen Business School et il a enseigné depuis en tant que professeur. En 1973, il a été président de l'Association danoise pour le droit européen et le resta jusqu'en 1995. Il a commenté avec Ole Due le traité instituant la Communauté économique européenne. Il a travaillé dans les années 1970 pour la Conférence des Nations unies sur le commerce et le développement (CNUCED). Ole Lando a travaillé dans et pour la Chambre de commerce internationale.
En 1976, il participe à la création de la Commission sur le droit européen des contrats, parfois appelée « Commission Lando ». Avec le soutien financier de Claus Ehlermann, alors directeur général de la Commission européenne, qu'il avait déjà rencontré à Ann Arbor. En 1979, il devient membre de l'Institut UNIDROIT. 
Selon lui, « Les règles CVIM, UNIDROIT et les Principes européens du droit des contrats constituent le « ius commune » [droit émergent] pour un futur « droit mondial des contrats ». 
Ole Lando était un membre de l'organisation successeure du CECL, le Groupe d'étude sur un code civil européen 1999.

## Participations
- Président de la Commission sur le droit européen des contrats
- Membre du Groupe de travail d'UNIDROIT sur les contrats du commerce international
- Membre de l'Académie finlandaise des sciences (depuis 1988)
- Membre de la Société royale des sciences d'Uppsala
- Membre du Groupe européen de droit international privé
- Membre de l'Academia Europaea
- Membre de l'Académie internationale de droit comparé[2]
- Membre fondateur de l'Institut européen du droit (European Law Institute)

## Distinctions
- Docteur honoris causa de l'École d'économie de Stockholm (1988)
- Docteur honoris causa de l'université d'Osnabrück (1997)
- Docteur honoris causa de l'université de Fribourg (1998)
- Docteur honoris causa de l'université de Würzburg (2012)[3]

## Publications

### Juridiques
- Kontraktstatuttet: Hovedpunkter af den internationale kontraktrets almindelige del. Juristforbundet, Kopenhagen 1962 (Dissertation, Universität Kopenhagen, 1962); 3. Auflage: Kontraktstatuttet: Danske og fremmede lovvalgsregler om kontrakter (= Udenrigshandelsret. 2). Juristforbundets Forlag, Kopenhagen 1981,  (ISBN 87-574-2432-2).
- Udenrigshandelens kontrakter: Skandinavisk, vesteuropæisk og amerikansk ret om kontraktforhold i almindelighed samt om køb, agentur og eneforhandling (= Udenrigshandelsret. 1). Munksgaard, Kopenhagen 1969; 4. Auflage: Udenrigshandelens kontrakter: Internationalt gældende samt vesteuropæisk og amerikansk ret og kontraktforhold i almindelighed og om løsørekøb, agentur og eneforhandling (= Udenrigshandelsret. 1). Jurist-og Økonomforbundets Forlag, Kopenhagen 1991,  (ISBN 87-574-2434-9).
- Contracts (= International Encyclopedia of Comparative Law. Bd. 3, Kap. 24). Mohr, Tübingen 1976.
- The Conflict of Laws of Contracts: General Principles. In: Recueil des Cours de l’Académie de Droit International. Bd. 189 (1984), S. 225–447, doi:10.1163/ej.9780792300571.225-447.
- Kort indføring i komparativ ret. Jurist- og Økonomforbundets Forlag, Kopenhagen 1986,  (ISBN 87-574-4710-1) .
- (hrsg. mit Hugh Beale) Principles of European Contract Law. Part 1 and 2. Den Haag 1999.
- Some Features of the Law of Contract in the Thirds Millennium. In: Scandinavian Studies in Law. Bd. 40 (2000), S. 343–418.
- (hrsg. mit Eric Clive, André Prüm, Reinhard Zimmermann) Principles of European Contract Law. Part 3. Den Haag 2003.

### Autobiographiques
- « Ole Lando : ma vie en tant qu'avocat », in Revue de droit privé européen, 2002, no 3, p. 508 et suiv.